# Ostichthys brachygnathus
Ostichthys brachygnathus is een straalvinnige vissensoort uit de familie van eekhoorn- en soldatenvissen (Holocentridae). De wetenschappelijke naam van de soort is voor het eerst geldig gepubliceerd in 1993 door Randall & Myers.